# Gabriela, giros del destino
Gabriela, giros del destino é uma telenovela colombiana produzida e exibida pela Caracol Televisión entre 1 de julho de 2009 e 18 de maio de 2010. 
Foi protagonizada por Carolina Gaitán e Andrés Toro e antagonizada por John Alex Toro, Carolina Sepúlveda, Fiona Horsey e Juan Pablo Franco.

## Sinopse
Gabriela Rueda lutar contra o relógio. Pablo Córdoba, pelo contrário, ir sem cuidados, mas suas vidas inesperadamente se cruzam e vezes para verificar se as reviravoltas do destino são imprevisíveis.
No dia que dura mais de 24 horas e até mesmo lutar com levantou depois de suporte atende a todas as suas atividades.
Gabriela vive em um estilo de vida e ninguém entende como não matar stress. Pelo contrário, ele é o mais sorridente, fresco e alegre.
Outra coisa é quão poucos são explicados ser tão belo e doce, não tem namorado. Pretendentes não faltam, mas todo mundo encontra-los "mas".
Pablo Córdoba aparece na sua vida, mas da pior maneira. Ela procura Cartagena um lugar na patinagem equipa nacional e um trágico acidente, devido a esta motorista imprudente, apenas com os seus sonhos e sua carreira.
Ela deve começar a partir do zero, ao lado da família e o mistério sobre o homem que bateu nela e abandonados à sua sorte.
Paralelo à recuperação de Gabriela, decorre a vida de Paulo, queixoso e mulherengo, filho de Efraim Córdoba, proprietário do importante Jugos da Colômbia.
Depois de um tempo razoável, o jovem retorna ao país após a culpa do acidente Gabriela e está disposta a ser gerente dos negócios da família.
Para isso, ele deve trabalhar por um ano como um operador privado e carregando uma identidade falsa. Preenchem esta condição, Córdoba tratar o seu filho é elegível para a posição.
Em meio a essa mentira que ele atende Gabriela e enfrenta outra reviravolta do destino.
Paul decide reivindicar o passado doloroso, mas termina em amor. E, apesar de seu amor não conta, este homem que mudou a sua vida, modificar-lhe a escala de prioridade.

## Elenco
- Carolina Gaitán - Gabriela Rueda
- Andrés Toro - Pablo Córdoba
- John Alex Toro - Ernesto Zárate
- Carolina Sepúlveda - Veronica Maldonado
- Luz Stella Luengas - Olga de Rueda
- Waldo Urrego - Guillermo Rueda
- Luis Fernando Múnera - Efraín Córdoba
- Constanza Duque - Mercedes de Córdoba
- Jennifer Leibovici - Yurani Cotes
- Adriana Bottina - Adriana Villanueva
- Fiona Horsey - Martina
- Fredy Ordóñez - Gerardo
- Jorge Herrera - Abelardo
- Alfredo Cuéllar - Johnny
- Juan Pablo Franco - Julio
- Santiago Moure - Héctor
- Luces Velásquez - Carmenza
- Yesenia Valencia - Aydé
- Pedro Pallares - Emiliano
- Federico Rivera - El "Topo"
- Víctor Cifuentes - Vicente